# Gangsterfilm

James Cagney i Public Enemy - samhällets fiende nr 1 (1931)

En gangsterfilm är en filmgenre inom kriminalfilmen och handlar om professionella brottslingar. Oftast handlar det om maffian (så kallade maffiafilmer) och/eller bankrånare. Gangsterfilmer blev populära i USA under förbudstiden, då maffian blev rika på att smuggla och sälja sprit.

## Exempel på gangsterfilmer
- Public Enemy - samhällets fiende nr 1 (1931)
- Panik i gangstervärlden (1938)
- Då lagen var maktlös (1939)
- Glödhett (1949)
- Bonnie och Clyde (1967)
- Gudfadern (1972)
- Gudfadern del II (1974)
- Scarface (1983)
- De omutbara (1987)
- Gudfadern III (1990)
- Maffiabröder (1990)
- New Jack City (1991)
- De hänsynslösa (1992)
- Pulp Fiction (1994)
- Casino (1995)

### Fotnoter
1. ↑  ”Gangsterfilm”. Nationalencyklopedin. https://www.ne.se/uppslagsverk/encyklopedi/enkel/gangsterfilm. Läst 3 juni 2018.